# Herdla
Herdla es una isla del municipio de Askøy en la provincia de Hordaland, Noruega. Se encuentra al norte de la isla de Askøy, al oeste de Holsnøy y rodeada por los fiordos de Herdlefjorden y Hjeltefjorden.
Herdla fue parte del municipio homónimo hasta 1964, cuando este fue fusionado con Askøy. También es una reserva natural para unas 220 especies de aves. Durante la Segunda Guerra Mundial fue sede del aeropuerto de Herdla y de algunas fortificaciones. La iglesia de Herdla tiene su sede en la isla.

## Base aérea y fortificaciones

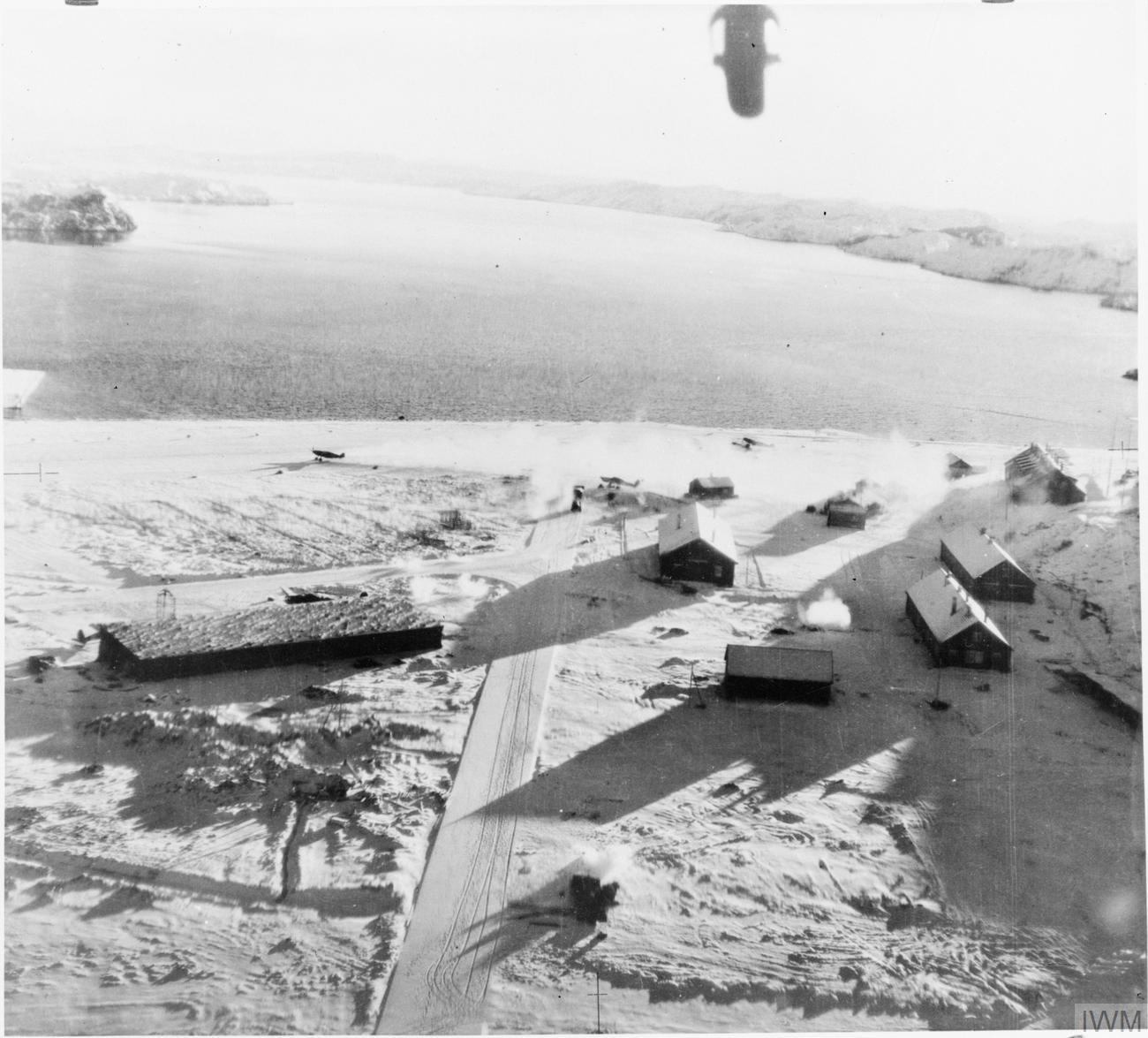
Avión del escuadrón 114 de la RAF atacando al aeropuerto de Herdla como preámbulo de la Opercación Arquería

Durante la Segunda Guerra Mundial, la isla fue ocupada como base por la Luftwaffe. El área conocida como «Herdlevalen» fue utilizada para construir un aeropuerto y fue un importante punto de defensa de los ataques aliados. Como medio de protección se construyeron varias fortalezas.
Una vez finalizada la guerra se consideró utilizar las instalaciones como sede del aeropuerto de Bergen, llegando a acoger el control de tráfico aéreo. Aun así en 1955 se decidió construir el aeropuerto en Flesland.
Ya abandonado el proyecto del aeropuerto civil, las fuerzas armadas noruegas utilizaron las instalaciones como centro de entrenamiento. Finalmente en el 2000 tras una reestructuración en el aparataje militar las instalaciones quedan abandonadas. 